# Ромадановский, Константин Владимирович
Константин Владимирович Ромадановский (15 июня 1889, Самара — 8 февраля 1968) — русский и советский врач, учёный-лимфолог, профессор.

## Биография
Родился 15 июня 1889 года в Самаре. В 1912 году с золотой медалью окончил Казанский университет (медицинский факультет). В 1912—1913 годах работал земским врачом в Симбирской губернии.
В период Первой мировой войны служил военным врачом при полках и в лазарете дивизии. В послевоенное время работал в Казанском университете . В 1919—1920 годах был лечащим врачом в армии А. В. Колчака, после чего -- главным врачом в инфекционной больнице и руководителем патологоанатомической лаборатории Красноярска.
Заведующий кафедрой анатомии и ректор в Омском медицинском институте (1921—1931), профессор кафедры анатомии и проректор в Ленинградском педиатрическом институте (1931—1940). С 1941 по 1948 был профессором кафедры анатомии Сталинабадского института, после чего руководил кафедрой анатомии Астраханского мединститута. Позднее работал заведующим кафедрой анатомии, проректором (1948—1964) и консультантом кафедры (1964—1968) в Новосибирском медицинском институте.
Похоронен на Заельцовском кладбище Новосибирска (квартал 37).

## Деятельность
Исследования в первую очередь были посвящены лимфатической системе. Приступив к работе под управлением В. Н. Тонкова, он в числе первых анатомов страны предложил функциональный подход её изучения. Учёный проявлял большой интерес к связям подоблачных пространств головного и спинного мозга с отделами лимфатической системы.
Вводил в практику опыты на животных.
Профессор считал необходимым установить функциональную взаимосвязь лимфатической системы с кровеносной, что привело к основанию научной школы анатомов-лимфологов в Новосибирске.
Ромодановский участвовал в основании Новосибирского отделения Всесоюзного научного общества анатомов, гистологов и эмбриологов (ВНОАГЭ) и в 1958 году стал членом его правления.

## Награды
Удостоен ордена Ленина.